# 吴哲歆
吴哲歆，廣東汕头澄海人，中华人民共和国政治人物、香港商人，以及香港多家潮籍社團的成員。

## 生平
吴氏任香港太平紳士、香港、廣東世聪集团主席、广东省政协常委、汕头市政协常委、 九龙东潮人联会会长、第十屆香港广东社团总会常務副主席、广东省海外联谊会副会长、广东省侨商会副会长

## 奧運火炬手
- 吳先生在2008年北京奥运会中任汕头市火炬手[8]。

## 名下馬匹
吳哲歆為香港賽馬會會員，他和胡澤文合夥的名下馬匹以「世澤」兩字命名，包括世澤之星、世澤福星、世澤歆星。